# Воска Спорт
«Воска Спорт» (мак. Фудбалски клуб Воска Спорт) — професіональний північно-македонський футбольний клуб з міста Охрид. Домашні матчі клуб грає на стадіоні «Білянини Ізвори», який вміщує 3980 глядачів.

## Історія
Клуб «Воска Спорт» заснований у 2019 році. у сезоні 2022—2023 років клуб переміг у Македонській футбольній Другій лізі, та вийшов до Македонської футбольної Першої ліги.
З сезону 2023—2024 років клуб грає у Македонській футбольній Першій лізі, найвищій футбольній лізі країни.

## Досягнення
- Переможець Македонської футбольної Другої ліги (1): 2022—2023
- Фіналіст Кубка Північної Македонії (1): 2023–2024